# Sanne Vogel
Sanne Vogel (Nieuwegein, 10 april 1984) is een Nederlandse toneel-, film- en televisieactrice, schrijfster en theaterregisseur. Samen met haar broer Robin Vogel staat zij aan de basis van De Vogelfabriek, een bedrijf dat eigen theatervoorstellingen en films produceert en regisseert.

## Levensloop
Sanne Vogel won op haar vijftiende de Kunstbende-finale in de categorie Theater met de voorstelling Ogen vol waanzin in 1999 en in 2000 de finale in de categorie Video met De bruine ogen van Peggy 2. In 1999 eerde haar geboorteplaats Nieuwegein haar met een tweede prijs bij de toekenning van de Cultuurprijs met haar stuk Comeback.
Als actrice werd ze bij het grote publiek bekend door haar rol van Claudia vertolkt in Het schnitzelparadijs en als de tienerversie van Annie M.G. Schmidt in de serie Annie M.G. Als schrijfster zette ze zichzelf op de kaart met het kinder- en jeugdboek Het levenswerk van een talentloos meisje. Samen met haar broer richtte ze in 2002 het theaterbedrijf De Vogelfabriek op en schrijft ze vele theaterstukken. In datzelfde jaar won ze het 1000Watt Lichtpunt voor haar voorstelling Feestbeest, gemaakt in het kader van het project Scheur van Het Syndicaat en eerde De Parade haar met Het Gouden Ei van de Mus voor aanstormend talent met haar stuk HIP. In 2002 volgde op datzelfde festival de voorstelling HAP en een jaar later HOP. Op diezelfde Parade had ze in 2010 veel succes met de productie IRRITANT, die handelt over grote en kleine irritaties. De voorstelling van 30 minuten was een publiekslieveling en veelal uitverkocht.
In 2008 was Vogel te gast in het tv-programma Pauw & Witteman. Ze vertelde hier over haar vaders leven en wat haar daarvan in haar werk nog steeds helpt. In 2010 maakte ze over haar familiegeschiedenis een voorstelling. De voorstelling heet Document, gemaakt door haar eigen theaterbedrijf (samen met broer Robin) de Vogelfabriek. Op 10 december 2010 ging hij in première en ze zou hem tot en met maart 2011 spelen in verschillende theaters in Nederland.
Met het theatergezelschap Nieuw West speelde ze in 2010 de rol van Natalee Holloway in het stuk Met Joran aan zee van Rob de Graaf, onder regie van Marien Jongewaard. Zelf regisseerde zij in 2010 haar theaterstuk Late Avond Idealen met Georgina Verbaan in de hoofdrol.
In 2010 heeft ze deelgenomen aan de tiende serie van het tv-programma Wie is de Mol? en bereikte daarin de finale. In die finale eindigde ze als tweede, achter winnaar Frits Sissing en Mol Kim Pieters.
Tijdens de 30ste editie van het Nederlands Film Festival in 2010 werd, in het kader van de "One Night Stands", haar televisiefilm Mama vertoond. Deze film schreef en regisseerde ze samen met Beri Shalmashi. De film met o.a. Eva Duijvestein en Rifka Lodeizen ging op zondag 26 september 2010 tijdens het NFF in première tijdens een marathonvertoning in de Utrechtse Rembrandt bioscoop.
In december 2010 werd Vogel samen met cartoonist Dio van der Veen tot meest sexy vegetariër van dat jaar gekozen door de bezoekers van de website van Wakker Dier.
In 2013 nam ze deel aan het dertiende seizoen van Expeditie Robinson.
In 2014 ging haar regiedebuut Hartenstraat in première.
In 2025 deed Vogel mee aan het vijfde seizoen van het televisieprogramma De Verraders bij RTL 4 als getrouwe waarin ze als derde werd vermoord.

## Theater
- The Comeback (1999) - tekst, spel en regie
- Ogen vol waanzin (1999/2003) - tekst, spel en regie
- Ontgroend (2000) - co-auteur (muziekvoorstelling)
- Verdomme, Maria huil (2000) - tekst en spel
- Feestbeest (2001) - tekst, spel en regie
- What if god was one of us (2001) - Huis aan de Werf, spel
- Denk aan het Kind (2001) - voorstelling op "De Parade", spel
- HIP (2002) - voorstelling op "De Parade", tekst & spel
- Sorry (2002) - tekst
- Blijf (2003) - tekst i.o.v. Amsterdams Fonds voor de Kunsten
- Coming Out (2003) - co-auteur en spel
- HOP (2003) - voorstelling op "De Parade", tekst & spel
- Rebel (2003) - in het kader van festival "De Opkomst" tekst
- Het Binnenmeisje (2003) - tekst
- Sorrie (2004) - tekst en regie voorstelling op "De Parade"
- Sneeuwwitje en de zeven caravans (2004) - voorstelling op "Tweetakt" festival, tekst en regie
- HAP (2004) - tekst i.s.m. Michiel Meijer - voorstelling op "De Parade" en "Oerol"  spel
- Gesloten hoofd (2005) - tekst/spel/regie
- Cashville (2005) - tekst en spel i.s.m. Christine van Stralen
- Lieve Dikke kont (2006) - Veemtheater, spel
- De Kinderen achter het behang (2006) - tekst voor theatergezelschap "Victoria"
- Schubbenkind (2006) - voorstelling op "Oerol" tekst en regie
- Fantastische Fantast (2006)
- Forza Nero (?) Growing up in Public, spel, als keizer Nero.
- Rinoceros (2007) - DNA, spel
- Plot (2007) - tekst
- River en Mountain (2007) - voorstelling op "Over het IJ Festival" tekst en regie
- Flater (2007) - voorstelling op "Festival a/d Werf", en op "De Parade" tekst en spel
- Dinner for One (2007) - spel
- Mensenwensen (2007) - tekst en regie voorstelling op "Winterparade"
- Raaf (2008) tekst en spel
- Pyamapartypleidooi voor de vriendschap (2008) - tekst en regie
- Met Joran aan zee (2010) - spel, als Natalee Holloway
- Late Avond Idealen (2010) tekst en regie
- IRRITANT (2010) - voorstelling op "De Parade" tekst en spel
- Document (2010) - tekst en spel, naar aanleiding van het radioprogramma Adres onbekend
- Spuiten en Slikken (theaterbewerking van het gelijknamig BNN programma) (2011) - regie en tekst i.s.m. James Worthy, Hanna Bervoets, Lykele Muus en Marten Mantel
- Veel gedoe om niks (2012) - spel als Hero
- Nieuwe familie (2017) - theaterstuk over de haar ervaring met het in huis halen van twee Syrische vluchtelingen (Muayad Hilamia en Amir Namou), die ook meespelen in het stuk.[2]

## Filmografie
- Augurk op Sap (2000) - scenario, spel en coregisseur
- De bruine ogen van Peggy 2 (2000) - scenario, spel en co-regie
- Zotte Koppen (2001) - scenario en regie
- Denk aan het kind (2001), PILOT NPS comedylab. Rol: kind, Debbie
- Mooie Judy (2002), eindexamenfilm NFTA. Rol: Judy
- De Kanariefilm (2002) - scenario en regie, voorstelling op "De Parade"
- De grot (2001) - rol: meisje in Camp Davy
- De grotten van Han van Vloten (2003) - rol: Irmgard
- Gezocht: Man
- Dochter (2005) - rol: Susanne
- Het schnitzelparadijs (2005) - rol: Claudia
- De Vogelaar (One Night Stand, 2006) - scenario
- Divina Gloria (2006) - rol: Lidewij Molenkamp
- 'n Beetje Verliefd (2006) - rol: jong meisje op de markt
- Van Speijk (Afl. 2.1 Miss Baarsjes or not Miss Baarsjes, 11 januari 2007) - rol:Herma Horsman
- Groen is toch de mooiste kleur voor gras (2007) - rol: jonge vrouw
- Alibi (2008) - rol: Marjam
- Ooit (2008) - rol: kassière
- Schnitzelparadijs, de serie (2008) - rol: Claudia
- Liefs (2009)
- Floor Faber (2009) - rol: Claire
- Annie M.G. (2009) - rol: de jonge Annie
- The Popgroep (2010) - rol: Suus
- Wie is de Mol? (2010) - zichzelf (verliezend finalist)
- Mama (2010) - scenario en regie (samen met Beri Shalmashi). Genomineerd voor Gouden Kalf.
- How my sister bekom famoes (2011), miniserie Villa Achterwerk (VPRO). Rol: Jolo en script/ regie.
- Lang zal ze leven (One Night Stand, 2011) - rol: Marta (hoofdrol). Première Nederlands Filmfestival 2011.
- KLEIN (2011) - script en regie. Korte film in het kader van NTRKORT! Première Nederlands Filmfestival 2011.
- Verliefd op Ibiza (2013) - rol: Lizzy
- De vloer op - verschillende types in het kader van het programma
- Verliefd op Ibiza (2013) - rol: Lizzy
- Op zoek naar God (2013) - zichzelf
- Expeditie Robinson (2013) - zichzelf
- Sinterklaasjournaal (2013) - rol: juf Aagje
- Mannenharten (2013) - rol: Brigitte
- Hartenstraat (2014) - regie
- Alles mag op vrijdag (2014) - zichzelf
- IJspaard (2014) - rol: Niet Doen
- Homies (2015) - rol: Zus Timo
- Jack bestelt een broertje (2015) - rol: Bewarker
- Apenstreken (2015) - rol: Madeleine
- The Prosecutor the Defender the Father and His Son (2015) - rol: Finn's assistent Marijn
- Brasserie Valentijn (2016) - regie
- Danni Lowinski (2016) - rol: Kim
- Onze Jongens (2016) - rol: Sammy
- Voor elkaar gemaakt (2017) - rol: Monica
- Tuintje in mijn hart (2017) - rol: Mirna
- Oh Baby (2017) - rol: Madelief
- Onze Jongens in Miami (2020) - rol: Sammy
- Foodies (2022) - rol: Sam
- Vier handen op één buik (2023) - zichzelf
- Toen we van de Duitsers verloren (2023) - rol: moeder Jonas
- Dochters (2025) - rol: Marleen
- De Verraders (2025) - zichzelf (getrouwe)

### Bestseller 60
| Boeken met noteringen in de Nederlandse Bestseller 60 | Jaar van verschijnen | Datum van binnenkomst | Hoogste positie | Aantal weken | Opmerkingen |
| ----------------------------------------------------- | -------------------- | --------------------- | --------------- | ------------ | ----------- |
| Meneertje                                             | 2024                 | 13-11-2024            | 25              | 3            |             |

## Privé
In december 2019 werd Vogel moeder van een tweeling.